# Irani (gruppo etnico)

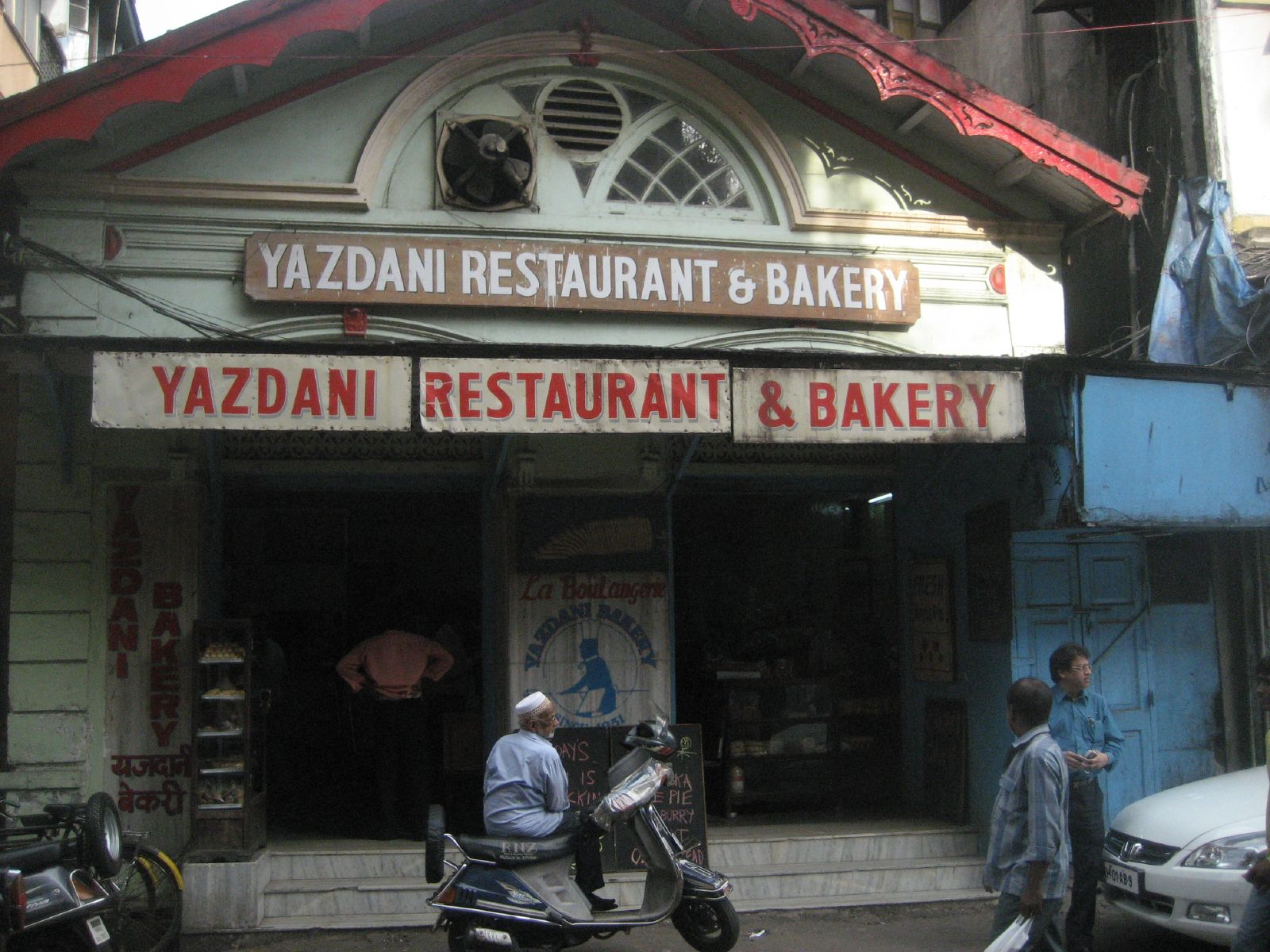
Yazdani Bakery, Fort

Gli irani sono una comunità etnico-religiosa dell'Asia meridionale, discendenti degli zoroastriani che lasciarono l'Iran negli ultimi secoli del II millennio. Sono culturalmente, socialmente e linguisticamente distinti dai parsi, anch'essi zoroastriani, ma arrivati nel subcontinente nel X secolo.
Nonostante il termine irani fosse stato attestato fin dall'epoca Moghul, la maggior parte degli irani è giunta in India tra il XIX e il XX secolo, ovvero durante la dinastia Qajar (1785–1925).
In India gli irani vivono soprattutto a Mumbai, mentre in Pakistan risiedono principalmente a Karachi e Lahore.
Il cognome Irani è particolarmente comune tra gli irani, ma non è l'unico.

Gli irani erano famosi in India e Pakistan per i loro ristoranti e case da tè, tradizione che sta tuttavia scomparendo.